# Wapen van Hillegom

Wapen van Hillegom

Het wapen van Hillegom is op 24 juli 1816 bij koninklijk besluit aan de gemeente Hillegom toegekend.

## Oorsprong
Het wapen is afgeleid van het wapen van de familie Van Hillegom. Deze voerden echter een blauwe  of rode dwarsbalk.

## Blazoenering
De beschrijving is als volgt: "Van goud beladen met eene fasce van sijnople en verzeld van 3 leliën van keel, staande 2 en chef en 1 en pointe."
N.B. de heraldische kleuren in het schild zijn: goud (geel), sinopel (groen) en keel (rood).